# ييد
ييد أو يّد هي كلمة عرقية يهودية من أصول يديشية. تستخدم كلمةً مستقلة في المجتمع اليهودي الأشكنازي وتستخدم أيضاً ككلمة عامية من قبل مشجعي كرة القدم، ومعاديي السامية وآخرين. قد يعتبر استخدامها في اللغة الإنجليزية الحديثة قد مثيرًا للجدل. فغالباً لا تعتبر مسيئةً حين تُلفظ على وزن «عيد» في العربية أو كلمة "deed" في الإنجليزية كما يلفظها الييديشيون. البعض الآخر يعتقد أنها تكون مهينة فقط حين تُلفظ على وزن «وِد» في العربية أو كلمة "did" في الإنجليزية خصوصاً إذا استخدمت من أشخاص غير يهوديين فقد تؤخذ على محمل الإزدراء أو التحقير. لكن البعض يعتبرها مهينة مهما كان لفظها. يستخدمهمعاديو السامية لقبًا تحقيريًا وأيضاً تستخدم بديلًا لكلمة يهودي "Jew" في اللغة الإنجليزية.
في المملكة المتحدة، الكلمة ييد والكلمة ييدو المرتبطة فيها تستخدمان للإشارة بشكل تحقيري ومهين إلى مشجعي نادي توتنهام توتسبير. ولكنها الآن تستخدم من قبل مشجعي النادي بطريقة إيجابية للتعريف عن أنفسهم.

## أصل الكلمة

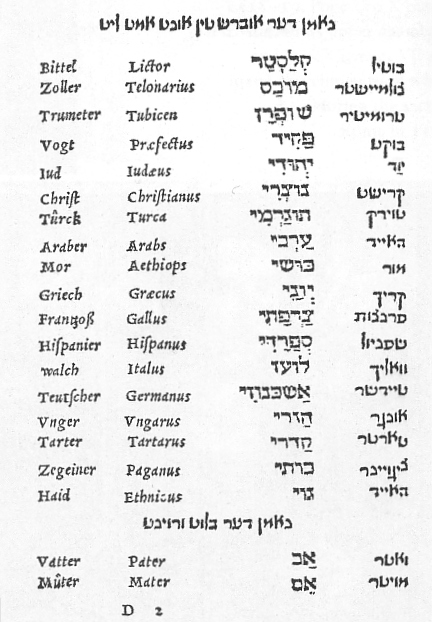
صفحة من قاموس إيليا ليفيتا للغة اليديشية-العبرية-اللاتينية-الألمانية من القرن 16 ويحتوي قائمة من الشعوب ومادة عن اليهود.

المصطلح ييد يعود بجذوره إلى الكلمة Jüde في اللغة الألمانية العليا الوسطى (في اللغة الألمانية المعاصرة Jude) اللتان يعنيان كلمة يهود.
يعتقد ليو روستان أن أصل الكلمة كالتالي:
"يعود أصل الكلمة إلى يودي Jude من اللغة الألمانية. كان يطلق هذا الاسم على بني إسرائيل في فترة بناء الهيكل الثاني. تأتي الكلمة بمعنى يهود ومشتقة من اسم يهوذا؛ أحد أبناء النبي يعقوب الثلاثة الذي كوّن أحفاده إحدى القبائل التي استقرت في أرض كنعان من القدس جنوباً في قادش برنيع (50 ميلاً من منطقة بئر السبع) ومن أريحا غرباً إلى البحر الأبيض المتوسط."

## التاريخ
أولى الإشارات المطبوعة لكلمة ييد Yid كانت في قاموس العامية الذي نشره دجون كامدِن هوتن في عام 1874. قال هوتن "يستخدم اليهود هذا العبارات مراراً وتكراراً.
الفترة الزمنية التي أصبحت فيها استخدام الكلمة ييد من قِبل غير اليهوديين تحمل معنى التحقير والإهانة لليهود ما يزال غير واضح وغير مؤكد ولكن البعض يؤمن أن الأمر بدأ في القرن العشرين وعلى الأرجع في الثلاثينات عندما كان عدد كبير من اليهود واليديشيين يسكنون شرق لندن؛ المكان الذي كان يمتلأ بمؤيديين كثر لأوسوالد موسلي. يُقال أن مؤيديي موسلي كانوا يغنون «اليهود، اليهود، علينا التخلص من اليهود» أثناء مسيرهم في المناطق اليهودية.
بعد الحرب العالمية الثانية، وُجدت معظم الشواهد التي تدل على هذه الكلمة في كتابات مؤلفين يهود. هذه المصادفات كانت في الأغلب فقط لتمثيل الخطاب المعادي للسامية بدقة، أو مجرد مزاح يهودي لنقد الذات.
في عام 1968، نشر الكاتب ليو روستن في كتابه الأفضل مبيعاً "The Joys of Yiddish" من "Borscht Belt" عدداً من النكات التي توضح هذا الاستخدام.
يشير قاموس أكسفورد الإنجليزي أن أول استخدام موثق للكلمة ييدو ليهودي ظهرت في العام 1972.
عبارة «يِد» و«ييدو» أصبحتا مرتبطتان بشكل شائع في بريطانيا بمشجعي توتنهام هوتسبير منذ ستينات القرن الماضي. في كانون الثاني من عام 2020، قام قاموس أكسفورد الإنجليزي إلى توسيع نطاق تعريف «يِد» إلى «مؤيد أو لاعب نادي كرة القدم توتنهام هوتسبير».

## الاستخدام في اللغة اليديشية
في اللغة اليديشية، الكلمة «يِد» حيادية وقد تستخدم أحياناً للمجاملة وفي المجتمعات الأشيكنازية اليهودية التي تتحث باللغة اليديشية تعني ببساطة «صاح»، «صديق»، «شاب»، «رفيق» وغيرها ولكن من دون التركيز على جانب يهودية الشخص (على الرغم من أن هذا قد ينطبق على السياق اليهودي الداخلي).
في اللغة اليديشية هناك طريقة مهذبة لمخاطبة يهودي آخر اسمه غير معروف وهي «رِب يِد» والتي تعني «سيدي». الكلمة «ييديش» أو «ييديشر» المأخوذة من الكلمة الألمانية "Jüdisch" هي صفة مشتقة من الكلمة Yid والتي تعني يهودي.

## الاستخدام في كرة القدم الأوروبية
عدد من الأندية الأوروبية مثل توتنهام هوتسبير واياكس أصبحت مرتبطة بشكل رئيسي بكونها يهودية. في حالة نادي توتنهام هوتسبير، قام مشجعو الأندية المنافسة بالهتاف بعبارات معادية للسامية بما في ذلك "Yids" ضد مشجعي توتنهام. في استجابة لذلك قام بعض مشجعي النادي اليهود وغير اليهود بتبني الكلمة "Yiddo" أو "Yid" كلقب لهم وأيضاً عبارة "Yiddo, Yiddo!" بمثابة صيحة المعركة الخاصة بهم وغالباً ما يعرّفون عن أنفسهم «جيش اليِد». في الوقت الذي لا يزال فيه هذا الاستخدام جدلياً يؤيد أغلبية مشجعي النادي على إستخدامها في استطلاع رأي ويستخدمونها بكل فخر، ويعتبرون هذا الاستخدام كنوع من إعادة توظيف للكلمة كوسام شرف من أجل إلغاء معناها المهين والتحقيري عندما يستخدمها مشجعو النوادي المنافسة. في استطلاع للرأي، لم يبدي أكثر من نصف المشجعين اليهود أي اعتراض على استخدام الكلمة من قبل مشجعي توتنهام ولكن فضل ربع منهم أن لا يتم استخدامها. بعض المشجعين اليهود يقومون باستخدامها بكل وعي لتعريف النادي كحِصن ضد العنصرية ومعاداة السامية. جماهير الأندية الأخرى تستخدام هذا المصطلح بأسلوب تحقيري بسبب الاعتقاد السائد أن العديد من مشجعي توتنهام هوتسبير هم من اليهود. بدأ هذا النهج في أوائل القرن العشرين بعد الحرب العالمية الأولى عندما كان هذا النادي هو المفضل للكثير من المهاجرين اليهود في شمال لندن وأقصى شرقها. كان من السهل على قاطني شرق لندن شراء تذاكر حافلات وقطارات رخيصة للذهاب إلى توتنهام في الشمال على الطريق الذي سمي لاحقاً A10. منذ ذلك الوقت انتقل معظم يهود أقصى شرق لندن إلى ضواحي شرق لندن مثل هيرتفوردشاير وإيسيكس ولكن تأييد العديد من العائلات اليهودية للنادي استمر. على سبيل المثال، ثلاثة من رؤساء نادي توتنهام منذ عام 1984 كانوا رجال أعمال يهوديون بتاريخ دعم للنادي.
في شهر شباط عام 2020، قام قاموس أكسفورد الإنجليزي بتوسيع نطاق تعريف كلمة 'Yid' لتصبح تشمل معنى «مؤيد أو لاعب في نادي توتنهام هوتسبير». كما أضاف كلمة "Yiddo" ذات الصلة إلى أحدت إصدار للقاموس. انتقد النادي هذه الإضافة باعتبارها مضللة لأن القاموس لا يوضح أي السياقات التي يعتبر فيها المصطلح مهيناً وأيها لا يعتبر فيها مهيناً. منذ ذلك الوقت أصبحت المادة Yiddo تشير أنها تستخدم كتعريف للنفس من قبل مشجعي نادي توتنهام من دون دلالات مهينة.